# Tumsar
Tumsar is een nagar panchayat (plaats) in het district Bhandara van de Indiase staat Maharashtra. 

## Demografie
Volgens de Indiase volkstelling van 2001 wonen er 42.018 mensen in Tumsar, waarvan 51% mannelijk en 49% vrouwelijk is. De plaats heeft een alfabetiseringsgraad van 79%. 